# پترگینو
پترگینو (به لاتین: Petregino) یک منطقهٔ مسکونی در روسیه است که در استان آرخانگلسک واقع شده‌است.